# Stołbieckoje (rejon pokrowski)
Stołbieckoje (ros. Столбецкое) – wieś (sieło) w Rosji, w obwodzie orłowskim, w rejonie pokrowskim. W 2010 liczyła 105 mieszkańców.